# 平戸新田藩
平戸新田藩（ひらどしんでんはん）は、平戸藩の支藩である。平戸館山藩（ひらどたてやまはん）とも言う。

## 概略
藩庁として館山（長崎県平戸市）に陣屋を営んだ。元禄2年（1689年）、平戸藩5代藩主棟の弟・昌が1万石を分与され、平戸新田藩が立藩した。明治3年（1870年）、本藩に併合され廃藩となった。明治17年（1884年）、子爵を叙爵された。
なお、「本所七不思議」の一つ「落葉なき椎」は、江戸藩邸上屋敷内にあった。
この家系から、松浦董子が出ていることで知られている。

## 歴代平戸新田藩主
| 代 | 氏名                 | 官位              | 在職期間                           | 享年 | 備考                          |
| -- | -------------------- | ----------------- | ---------------------------------- | ---- | ----------------------------- |
| 1  | 松浦昌 まつら まさし | 従五位下 豊後守   | 元禄2年 - 宝永3年 1689年 - 1706年  | 86   | 平戸藩4代藩主松浦重信の次男。 |
| 2  | 松浦邑 まつら さとし | 従五位下 豊後守   | 宝永3年 - 宝永5年 1706年 - 1708年  | 39   |                               |
| 3  | 松浦鄰 まつら ちかし | 従五位下 豊後守   | 宝永5年 - 享保13年 1708年 - 1728年 | 24   |                               |
| 4  | 松浦致 まつら いたる | 従五位下 大和守   | 享保13年 - 明和3年 1728年 - 1766年 | 68   | 実父は平戸藩6代藩主松浦篤信。 |
| 5  | 松浦宝 まつら たかし | 従五位下 大和守   | 明和3年 - 天明3年 1766年 - 1783年  | 35   |                               |
| 6  | 松浦矩 まつら ただし | 従五位下 大和守   | 天明3年 - 享和3年 1783年 - 1803年  | 36   |                               |
| 7  | 松浦良 まつら ちかし | 従五位下 織部正   | 享和3年 - 文化11年 1803年 - 1814年 | 25   |                               |
| 8  | 松浦晧 まつら ひかる | 従五位下 豊後守   | 文化11年 - 嘉永3年 1814年 - 1850年 | 53   | 実父は平戸藩9代藩主松浦清。   |
| 9  | 松浦脩 まつら ながし | 従五位下 左近将監 | 嘉永3年 - 明治3年 1850年 - 1870年  | 75   |                               |